# Liste der Bodendenkmäler in Hemer
Die Liste der Bodendenkmäler in Hemer führt die Bodendenkmäler der sauerländischen Stadt Hemer auf (Stand: Januar 2021).

## Denkmäler
| Nummer | Lage                             | Beschreibung                                                          | Denkmal seit | Bild                                                      |
| ------ | -------------------------------- | --------------------------------------------------------------------- | ------------ | --------------------------------------------------------- |
| 1      | Edelburg, Edelburg 6             | Reste der ehemaligen Burg Brelen                                      | 19.12.1986   | weitere Bilder                                            |
| 2      | Haus Hemer, Geitbecke 10         | Reste der ehemaligen Vituskirche im Park von Haus Hemer               | 29.01.1987   | Nachbildung des Grundrisses der Kirche im 12. Jahrhundert |
| 3      | Deilinghofen, Balver Wald        | Trigonometrischer Festpunkt, Steinpfeiler von 1881                    | 07.02.1989   |                                                           |
| 4      | Deilinghofen                     | Ehemalige Landwehr                                                    | 28.12.1989   |                                                           |
| 5      | Ihmert                           | Ehemalige Landwehr                                                    | 28.12.1989   |                                                           |
| 6      | Hemer-Mitte                      | Höhlensystem Heinrichshöhle – Prinzenhöhle                            | 26.11.2001   | weitere Bilder                                            |
| 7      | Frönsberg                        | Grabhügel nördlich Frönsberg 4612-23                                  | 19.07.2011   |                                                           |
| 8      | Frönsberg                        | Grabhügel nördlich Frönsberg 4612-24                                  | 19.07.2011   |                                                           |
| 9      | Frönsberg                        | Grabhügel nördlich Frönsberg 4612-92                                  | 19.07.2011   |                                                           |
| 10     | Becke                            | Strassenanschnitt mit kleineren Steinbrüchen an der B 7 in Hemer-Oese | 19.07.2011   |                                                           |
| 11     | Deilinghofen                     | Felsenmeer                                                            | 26.07.2017   | weitere Bilder                                            |
| 12     | Frönsberg, Flur 8, Flurstück 182 | 4612-25                                                               | 26.06.2018   |                                                           |